# Craugastor fitzingeri
Craugastor fitzingeri là một loài ếch thuộc họ Craugastoridae.
Loài này có ở Colombia, Costa Rica, Honduras, Nicaragua, và Panama.
Môi trường sống tự nhiên của chúng là rừng khô nhiệt đới hoặc cận nhiệt đới, rừng ẩm vùng đất thấp nhiệt đới hoặc cận nhiệt đới, vùng núi ẩm nhiệt đới hoặc cận nhiệt đới, và rừng trước đây suy thoái nghiêm trọng.

## Hình ảnh

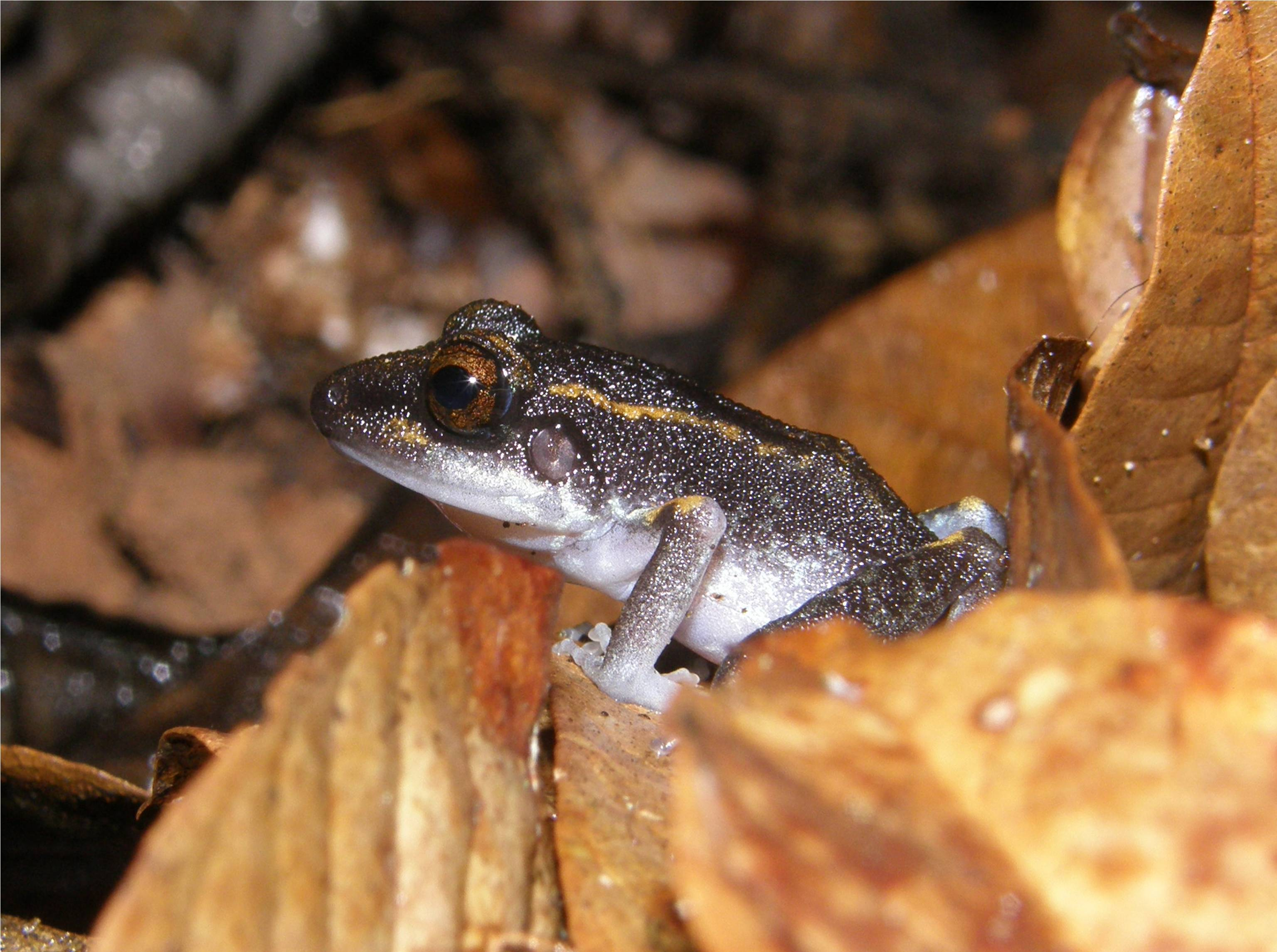
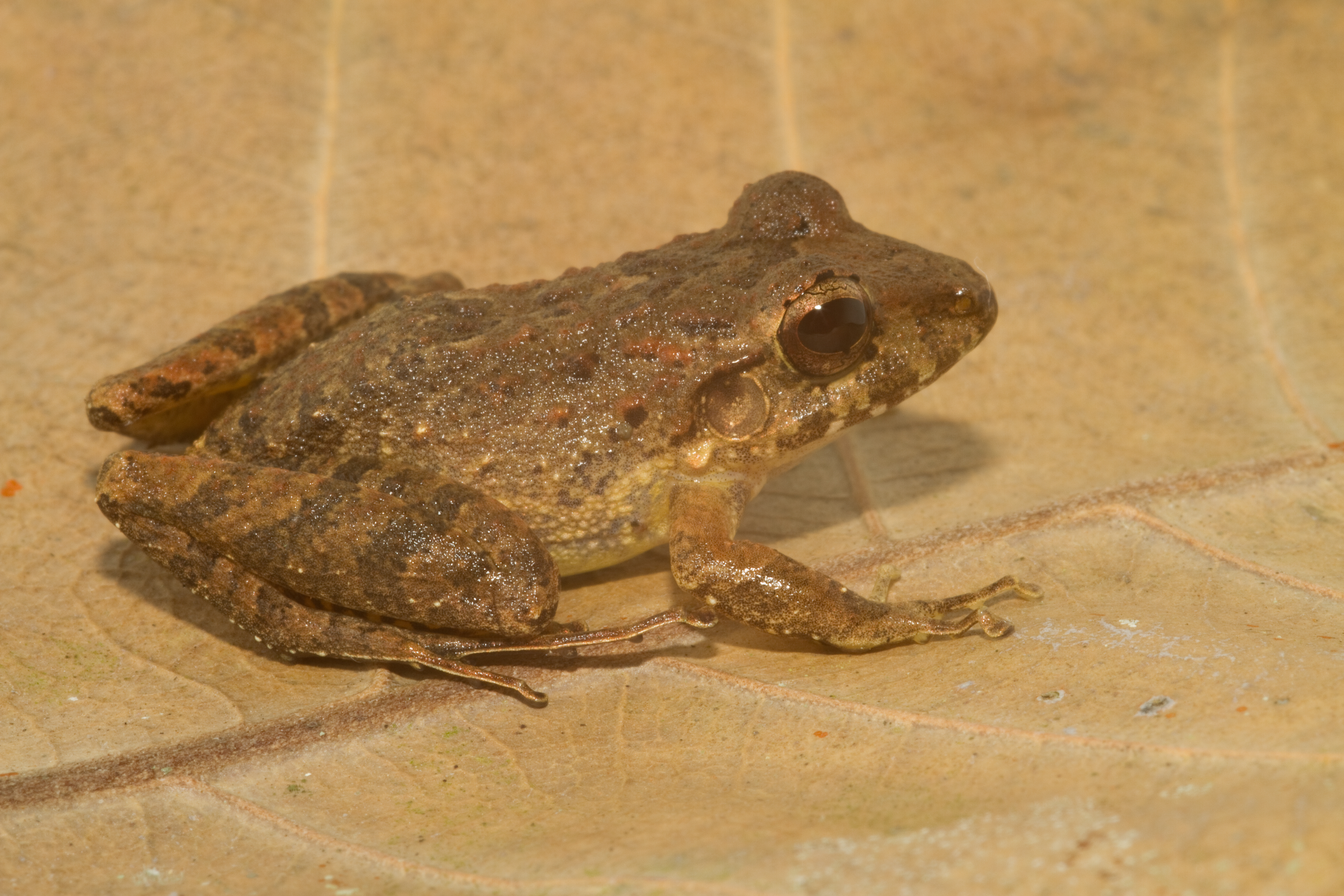
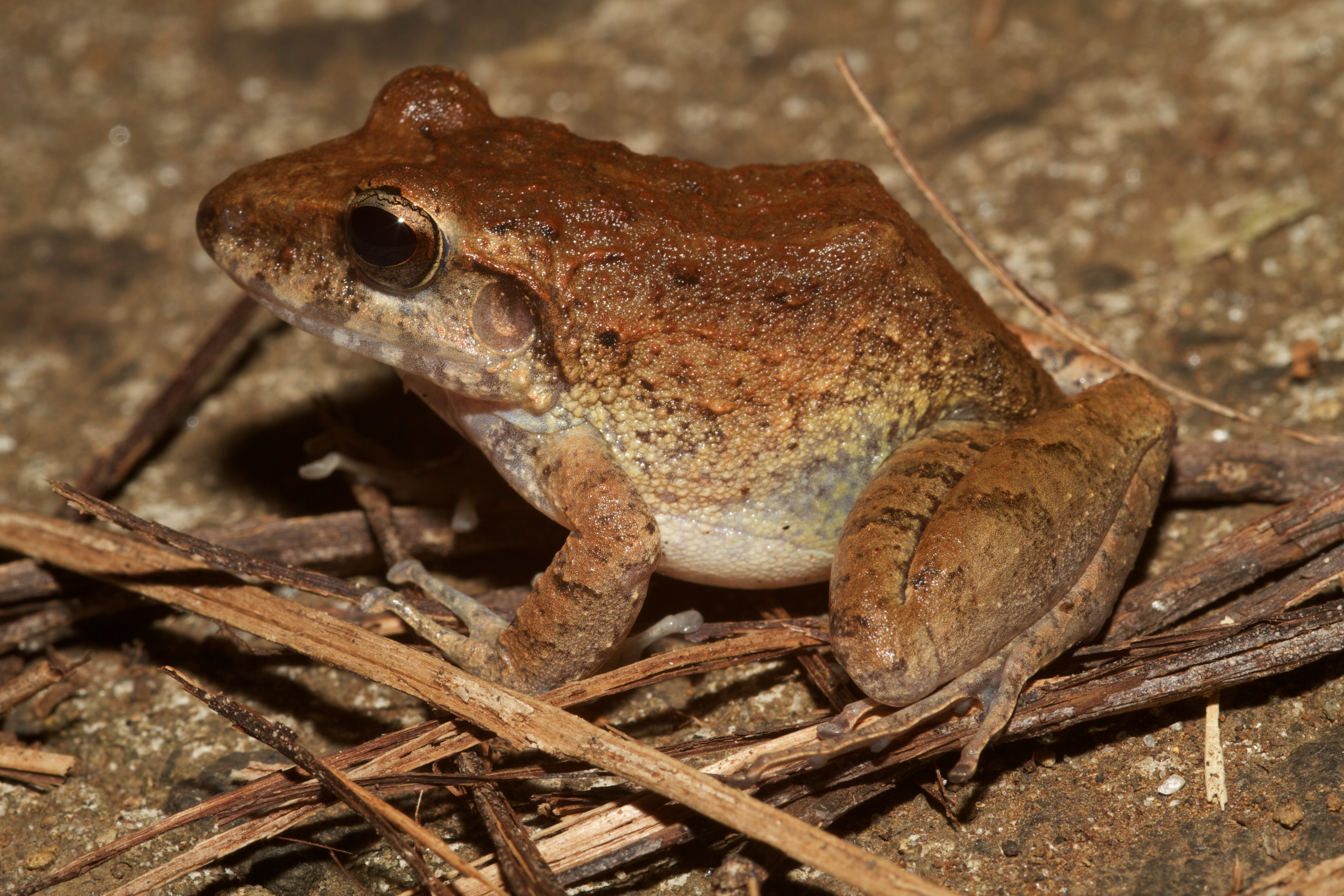
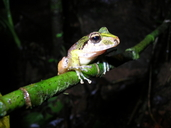